# Hipermídia
Em teoria da comunicação, hipermídia diz respeito à hibridização de meios de comunicação por meio dos sistemas eletrônicos, combinando sons, imagens e texto de diferentes plataformas, outrora separadas, através do computador e apresentando elementos de interatividade e não linearidade. O termo vem da junção de hipertexto com multimídia
O conceito hipermídia (português brasileiro) ou hipermédia (português europeu), juntamente com hipertexto, foi criado na década de 1960 pelo filósofo e sociólogo estadunidense Ted Nelson. Pioneiro na tecnologia da informação, desenvolveu o conceito a partir da sua experiência pessoal. Ted Nelson foi o primeiro a vislumbrar o impacto da máquina computacional nas humanidades e também a relacionar computação com teoria literária, antevendo os impactos que a digitalização do conhecimento traria para a humanidade.

## Descrição
Hipermídia é a reunião de várias mídias num ambiente computacional, suportada por sistemas eletrônicos de comunicação. Hipermídia, diferentemente de multimídia, não é a mera reunião dos meios existentes, e sim a fusão desses meios a partir de elementos não-lineares.
Uma forma bastante comum de Hipermídia é o Hipertexto, no qual a informação é apresentada sob a forma de texto interativo. As informações são acessadas pelo monitor de um computador, pela tela de um smartphone, entre outros dispositivos. O usuário é capaz de ler de forma não linear, ou seja, ele escolhe entre o início, o meio ou o fim do conteúdo. Segundo Bugay, a Hipermídia pode ser considerada uma extensão do Hipertexto, entretanto, inclui, além de textos comuns, sons, animações e vídeos.